# Michał Szpak
Michał Szpak, född 26 november 1990 i Jasło, är en polsk sångare.

## Karriär
Michał Szpak blev känd år 2011 genom sitt deltagande i den första säsongen av den polska versionen av TV-programmet The X Factor, där han slutade på andra plats. Hans första EP-skiva XI släpptes den 13 december 2011 av Universal Music Poland.
Den 13 november 2015 släpptes hans debut-studioalbum Byle być sobą av Sony Music Poland och som bland annat innehåller låten "Color of Your Life",  med vilken han deltog i Krajowe Eliminacje 2016, Polens nationella uttagning till Eurovision Song Contest 2016 i Stockholm. Han vann finalen den 5 mars 2016 som en av nio tävlande med 35,89% av telefonrösterna, vilket var 11,17% fler än vad tvåan Margaret fick. Szpak framförde sitt bidrag i Eurovision den 12:e maj 2016 och landade på en 8:e plats med hjälp av 222 teleröster. 

## Diskografi

### Album
- 2011 - XI (EP)
- 2015 - Byle być sobą

### Singlar
- 2011 - "Po niebo"
- 2011 - "Rewolucja"
- 2015 - "Real Hero"
- 2015 - "Byle być sobą"
- 2015 - "Such Is Life"
- 2015 - "Color of Your Life"